# Obrona Cieszyna
Obrona Cieszyna – walki prowadzone 1 września 1939 podczas niemieckiego najazdu na Polskę mające doprowadzić do obrony Cieszyna i okolic przed wojskami niemieckimi. Obrona zakończyła się tego samego dnia wycofaniem wojsk polskich.

## Przygotowanie strony polskiej
W okresie międzywojennym w Cieszynie stacjonował 4 pułk Strzelców Podhalańskich pod dowództwem ppłk. dypl. Bronisława Warzyboka, wchodzący w skład 21. Dywizji Piechoty Górskiej gen. bryg. Józefa Kustronia. Od 23 marca 1939 stanowiła ona część Grupy Operacyjnej „Bielsko” gen. bryg. Mieczysława Boruty-Spiechowicza, mającej bronić obszaru Śląska Cieszyńskiego. Od jesieni 1938 4 pspodh. znajdował się w stanie zbliżonym do wojennego. W kwietniu na przedpolu Cieszyna podjęto prace fortyfikacyjne, budując do rozpoczęcia wojny 6 schronów bojowych.
W mieście przebywał I batalion oraz dowództwo pułku. I batalion pod dowództwem mjr. Franciszka Perla miał za zadanie ubezpieczenie i osłonę od strony Czech kierunków Frydek-Mistek-Ostrawa-Cieszyn oraz przyjęcie uderzenia niemieckiego na ogólnej linii rzeki Olza, zaś w przypadku silnego naporu nieprzyjaciela prowadzenie walk opóźniających z wycofaniem się na główną linię obrony przygotowywaną pod Bielskiem. Zajmował on pozycje na południowym i zachodnim podejściach do Cieszyna. Wsparcie artyleryjskie zapewniał dywizjon z 21 pułku artylerii lekkiej (haubice 100 mm) i własny pluton artylerii pułkowej (armaty 75 mm). Natomiast III batalion pod dowództwem mjr. Stefana Meyera obsadzał pozycję główną w rejonie Jaworze-Jasienica w dolinie rzeki Wapienicy.
Rozmieszczenie pododdziałów I batalionu wyglądało następująco:
- 1 kompania pod dowództwem kpt. Józefa Grcara obsadzała północno-zachodni skraj miasta, od szosy ostrawskiej do pozycji w Boguszowicach oraz wysuniętą placówkę oficerską w sile plutonu piechoty z 1 ckm na wzgórzu w Mistrzowicach;
- 2 kompania pod dowództwem por. Michała Boruca zajmowała pozycje na  południowym skraju miasta (przedmieście Błogocice i wieś Sibicę), z wysuniętą placówką w rejonie Żukowa;
- 3 kompania pod dowództwem por. rez. Edwarda Stachaka znajdowała się w odwodzie rozlokowana po wschodniej stronie Cieszyna w rejonie dzielnicy Bobrek.

## Działania wojenne
Przed godziną 5 rano polskie pozycje zostały ostrzelane przez samoloty niemieckie, w wyniku czego zginął dowódca kompanii zwiadu por. Franciszek Szyndlar. Około 6.30 w okolice Cieszyna podeszły pododdziały rozpoznawcze niemieckiej 45 Dywizji Piechoty dowodzonej przez gen. Friedricha Materny. Doszło do pierwszych starć z wysuniętymi polskimi placówkami w Mistrzowicach i Stanisłowicach. Po południu niemiecka piechota dotarła pod samo miasto i podjęła próbę obejścia go, przeprawiając się przez bród na Olzie w rejonie pozycji obronnej w Boguszowicach. Ostrzał Niemców z ciężkiego karabinu maszynowego rozpoczęła załoga schronu bojowego „Anna” oraz żołnierze ukryci w budynkach, zadając im pewne straty i wzbraniając forsowanie rzeki. W odpowiedzi Niemcy podciągnęli działo i bezskutecznie ostrzelali schron. W tym czasie dowództwo pułku przeniosło się na wschodni skraj Cieszyna, w rejon gmachu seminarium nauczycielskiego przy szosie bielskiej.
Wsparcie obrony zapewniały cztery myśliwce PZL P. 11 które stacjonowały na lotnisku Aleksandrowice koło Bielska. Około 8.00 kpr. Jan Kremski ze 121 eskadry myśliwskiej i ppor. Bronisław Skibiński z 122 eskadry myśliwskiej zaatakowali szyk pięć samolotów nieprzyjaciela. Podczas walki kpr. Kremski zestrzelił niemieckiego Dorniera 17 w rejonie Puńców-Dzięgielów-Cieszyn. Samolot ppor. Skibińskiego został trafiony i rozbił się podczas lądowania w Aleksandrowicach.
Dowództwo polskiej 21 Dywizji Piechoty Górskiej podjęło decyzję o wycofaniu się z Cieszyna. Za jego dalszą obroną opowiedział się wprawdzie dowódca I batalionu mjr F. Perl – wobec udanego zatrzymania niemieckich oddziałów na linii rzeki, ale pomimo jego kilkukrotnych interwencji o 14.00 pułk otrzymał od gen. Kustronia rozkaz wycofania się przez Skoczów na Bielsko, przy czym I batalion – po przejściu Skoczowa – miał obsadzić linię obronną na północ od tej miejscowości. Około 15.00 zostały wysadzone wszystkie trzy cieszyńskie mosty na Olzie (dwa drogowe i kolejowy). Ostatecznie około 16.00 polskie wojska wyszły z miasta na linię Ogrodzona-Goleszów i prawie natychmiast wkroczyli do niego Niemcy.